# Oberamt Herrenberg
Das Oberamt Herrenberg war ein württembergischer Verwaltungsbezirk (auf beigefügter Karte # 23), der 1934 in Kreis Herrenberg umbenannt und 1938 aufgelöst wurde, wobei seine Gemeinden auf die Landkreise Böblingen und Tübingen verteilt wurden. Allgemeine Bemerkungen zu den württembergischen Oberämtern siehe Oberamt (Württemberg).

Karte der württembergischen Oberämter, Stand 1926

## Geschichte

Oberamt Herrenberg, Gebietsstand 1813, mit den früheren Herrschafts- und Ämtergrenzen

Die Stadt Herrenberg war bereits seit 1382 Hauptort einer württembergischen Vogtei. Das hieraus entstandene altwürttembergische Amt, seit 1758 Oberamt, wurde ab 1806 in mehreren Schritten nach Süden vergrößert. Hinzu kamen sowohl altwürttembergische Orte, die zuvor zu anderen Ämtern gehört hatten, als auch vormals vorderösterreichische bzw. ritterschaftliche Kondominatsanteile. Andererseits wurde das „Stäble“ (Unteramt Remmingsheim) 1808 ans Oberamt Rottenburg abgegeben. Nachbarn waren nach der Neugliederung die Oberämter Böblingen, Tübingen, Rottenburg, Horb, Nagold und Calw.

### Ehemalige Herrschaften
Die Bestandteile des Oberamts gehörten im Jahr 1800 zu folgenden Herrschaften:
- Herzogtum Württemberg
 Der größte Teil der altwürttembergischen Orte zählte zum weltlichen Oberamt Herrenberg. Zu anderen Ämtern gehörten:
  - Amt Tübingen: Breitenholz, Entringen, sowie als mitverwalteter Rentkammerbesitz Pfäffingen und der württembergische Anteil (1/3) an der Herrschaft Poltringen;
  - Klosteramt Bebenhausen: Reusten, Unterjesingen mit Roseck, Unteröschelbronn;
  - Amt Altensteig: Unterjettingen;
  - Amt Nagold: Bondorf;
  - Amt Wildberg: Oberjettingen, Sindlingen.
- Vorderösterreich
 Zur Grafschaft Niederhohenberg gehörte 1/2 Altingen.
- Reichsritterschaft
 Ein 2/3-Anteil an der Herrschaft Poltringen (mit Oberndorf), als österreichisches Lehen im Besitz der Freiherren von Ulm-Erbach, war beim Ritterkanton Neckar-Schwarzwald immatrikuliert.

## Gemeinden

### Einwohnerzahlen 1853
Folgende Gemeinden waren 1853 dem Oberamt Herrenberg, das zum Schwarzwaldkreis zählte, zugeordnet:
| Nr. | frühere Gemeinde               | Einwohner evang. | kath.          | heutige Gemeinde     |
| --- | ------------------------------ | ---------------- | -------------- | -------------------- |
| 1   | Herrenberg                     | 2355             | 19             | Herrenberg           |
| 2   | Affstätt                       | 377              | 1              | Herrenberg           |
| 3   | Altingen                       | 535              | 414            | Ammerbuch            |
| 4   | Bondorf                        | 1439             | 2              | Bondorf              |
| 5   | Breitenholz                    | 581              | 6              | Ammerbuch            |
| 6   | Entringen mit Hohen-Entringen  | 1416             | 6 13 Sonst.    | Ammerbuch            |
| 7   | Gärtringen                     | 1578             | 4              | Gärtringen           |
| 8   | Gültstein                      | 1022             | –              | Herrenberg           |
| 9   | Haslach                        | 347              | –              | Herrenberg           |
| 10  | Hildrizhausen                  | 1066             | 3 2 Sonst.     | Hildrizhausen        |
| 11  | Kayh                           | 676              | –              | Herrenberg           |
| 12  | Kuppingen                      | 1153             | 3              | Herrenberg           |
| 13  | Mönchberg                      | 463              | 2              | Herrenberg           |
| 14  | Mötzingen                      | 958              | 2              | Mötzingen            |
| 15  | Nebringen                      | 411              | –              | Gäufelden            |
| 16  | Nufringen                      | 1279             | 2              | Nufringen            |
| 17  | Ober-Jesingen                  | 774              | 7              | Herrenberg           |
| 18  | Ober-Jettingen                 | 900              | 5              | Jettingen            |
| 19  | Oberndorf                      | –                | 750            | Rottenburg am Neckar |
| 20  | Oeschelbronn                   | 882              | 4              | Gäufelden            |
| 21  | Pfäffingen                     | 493              | 1              | Ammerbuch            |
| 22  | Poltringen                     | 7                | 643            | Ammerbuch            |
| 23  | Reusten                        | 668              | 6              | Ammerbuch            |
| 24  | Rohrau                         | 537              | –              | Gärtringen           |
| 25  | Thailfingen                    | 672              | –              | Gäufelden            |
| 26  | Unter-Jesingen mit Roseck      | 1267             | 4              | Tübingen             |
| 27  | Unter-Jettingen mit Sindlingen | 904              | 5              | Jettingen            |
|     | Summe                          | 22760            | 1889 15 Sonst. |                      |

### Änderungen im Gemeindebestand seit 1813

Gemeinden und Markungen um 1860

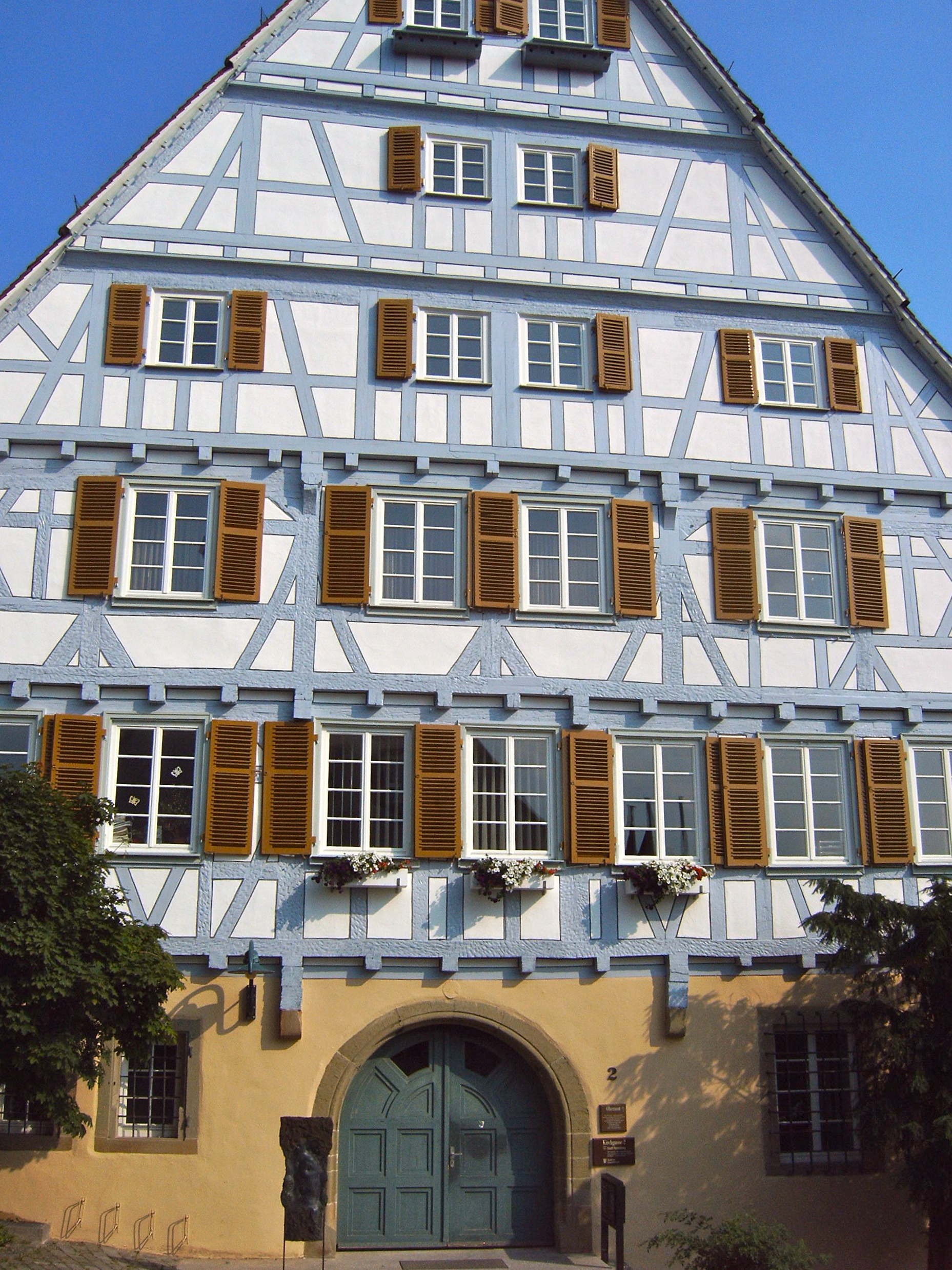
Oberamtsgebäude in Herrenberg, Kirchgasse 2

1824 schlossen sich Unter- und Oberöschelbronn zur Gemeinde Öschelbronn zusammen.
1842 wechselte die Gemeinde Hagelloch vom Oberamt Herrenberg zum Oberamt Tübingen.
Um 1850 wurde Sindlingen, zuvor als Hofdomäne formal Oberjettingen zugeordnet, in die Gemeinde Unterjettingen eingegliedert.

## Amtsvorsteher
- 1802–1808: Georg Ludwig von Breuning
- 1808–1822: Friedrich Karl Roser
- 1822–1834: Ferdinand Joseph Schliz
- 1834–1836: Johann Jakob Schertlin
- 1836–1841: Christian Gottlieb Martz
- 1841–1842: Johann Christian Friederich
- 1842–1848: Carl Kirn
- 1848–1853: Ernst Ludwig Wilhelm Widenmann
- 1854–1870: Johann Friedrich Ludwig Kausler
- 1870–1886: Friedrich Wilhelm Mayer
- 1886–1894: Theodor Völter
- 1895–1906: Ernst Robert Heinrich Wiegandt
- 1907–1915: Oswald Susset
- 1915–1919: Hermann Rauser
- 1919–1924: Otto Risch
- 1924–1928: Franz Bertsch
- 1928–1931: Wilhelm Ernst
- 1931–1933: Ludwig Battenberg
- 1933−1933: Hermann Ebner (Amtsverweser)
- 1933–1937: Karl August Zeller
- 1937–1938: Wilhelm Winghofer (Amtsverweser)